# Чусовське Озеро
Чусовське́ Озеро (рос. Чусовское Озеро) — селище у складі Єкатеринбурзького міського округу Свердловської області.
Населення — 676 осіб (2010, 548 у 2002).
Національний склад станом на 2002 рік: росіяни — 93 %.